# Напад НОВЈ на Чаглин јануара 1944.
Снаге Шестог корпуса НОВЈ извеле су 22-24. јануара 1944. нападну операцију на усташко-немачка упоришта Чаглин, Пореч и Кулу. Ликвидацијом ових утврђења штаб Шестог корпуса намеравао је да повеже делове слободне територије, док су за осовинске снаге ова утврђења била значајна због контроле комуникације Нашице - Славонски Брод.
Напад је почео током ноћи 21/22. јануара 1944. Пореч је освојен брзо, док је за Чаглин као главни циљ напада вођена огорчена дводневна борба са Шестом усташком бојном. Последњи отпор ликвидиран је током послеподнева 23. јануара.
Чим је напад почео, из околних гарнизона Нашица, Плетернице и Славонског Брода упућене су немачке и усташко-домобранске јединице у напад према Чаглину у циљу помоћи нападнутом гарнизону. Борбе са овим наступајућим колонама снаге Шестог корпуса водиле су током целог 22. и 23. јануара, а 24. јануара борбе су вођене у самом месту Чаглин. Током вечери тог дана штаб корпуса одлучио је да напусти одбрану места.
Шести корпус успео је да ликвидира усташки гарнизон и заузме Чаглин, али није успео да га задржи у својим рукама. Том приликом осовинским снагама нанети су тешки губици, а у Чаглину је уништена главнина Шесте усташке бојне са штабом и заповедником, и са тројицом командира сатнија (чета). Јединице Шестог корпуса и саме су у оштрим борбама претрпеле високе губитке.

## Ангажоване снаге

### НОВЈ
Шести славонски корпус НОВЈ:
- Седамнаеста славонска бригада
- Осамнаеста славонска бригада
- 21. славонска бригада
- 25. славонска (бродска) бригада
- Источна група НОП одреда шестог корпуса
  - Пожешки НОП одред
  - Диљски НОП одред
  - Осјечки НОП одред
- Вод брдских топова 75 мм
- Вод брдских топова 65 мм
- 1 противтенковски топ 37 мм.
- 2 одељења тешких бацача

## Губици

### Осовина
Најтеже губитке претрпела је посада места Чаглин, коју је сачињавала главнина Шесте усташке бојне. Њени губици износили су 264 погинула, међу којима и заповедник бојне надсатник др Звонимир Дончевић, као и заповедник друге сатније надпоручник Иван Тодоровић, и заповедник 4. сатније надпоручник Станко Пандуровић.
О судбини бојне у "извјештају Заповједништва Главног стожера домобранства од 26. сијечња 1944" забележено је:
Ustaški častnici posade Čaglina poslie junačke obrane izcrpivši sva sredstva obrane ubili su sebe i članove obitelji, a zarobljeni su na najgrozniji način ubijeni i dijelom spaljeni od part.